# IP адреса

IP адреса (енгл. Internet Protocol address) је јединствени број, сличан телефонском броју, који користе машине (најчешће рачунари) у међусобном саобраћају путем интернета уз коришћење интернет протокола. Ово дозвољава машинама даље спровођење информације у име пошиљаоца (како би машине знале где да их даље пошаљу) и касније примање тих информација (како би машине знале да је то намењена дестинација). Пример IP адресе је 51.254.100.34.
Конвертовање у ове бројеве из за људе читљивије форме адреса домена попут www.wikipedia.org, се врши путем DNS-а. Процес конверзије је познат под именом растављање имена домена.

## Више детаља
Интернет протокол познаје сваког логичког домаћина (енгл. host) по броју, такозваној IP адреси. На било којој датој мрежи овај број мора бити јединствен за све домаћине интерфејса који комуницирају кроз ту мрежу. Интернет сервис провајдери понекад дају корисницима интернета име домаћина поред њихове нумеричке IP адресе.
 адресе корисника који сурфују по WorldWideWeb-у се користе да омогуће комуникацију са сервером неког веб-сајта. Такође, оне се налазе у заглављима електронске поште. У ствари, за све програме који користе TCP/IP протокол, IP адреса корисника и IP адреса одредишта су неопходни како би се успоставила комуникација и послали подаци.
У зависности од интернет везе, IP адреса може бити увек иста при конекцији (такозвана статичка IP адреса), или различита при свакој новој конекцији (динамичка  адреса). Како би се користила динамичка IP адреса, мора да постоји сервер који пружа адресу. IP адресе се уобичајено дају кроз сервис који се зове DHCP (Dynamic Host Configuration Protocol).
Интернет адресе су потребне не само за јединствено набрајање домаћинских интерфејса, већ и за сврхе рутовања, па је велики број њих увек некоришћен или резервисан.
Један исти уређај (на пример рачунар) може имати више прикључака на мрежу (више мрежних картица), па у том случају може имати и више IP адреса (али само једна по картици).

### Класе мрежа
Свако од поља изворишне и одредишне адресе у IP заглављу садржи 32-битну глобалну интернет адресу, која се генерално састоји од идентификатора мреже и идентификатора хоста. Адреса је кодирана да би се дозволиле различите комбинације бита за специфицирање мреже или хоста, као што се види на слици 3.2. Енкодовање обезбеђује флексибилност у додељивању адреса хостовима и дозвољава различите величине мрежа у интернету.
Постоје три главне класе мрежа за које је најбољи пример следећи:
- Класа : Мало мрежа (27=128), свака може да има много хостова (16.777.214).
- Класа : Средњи број мрежа (16 384), свака са средњим бројем хостова (65 534).
- Класа : Много мрежа (2.097.052), свака са мало хостова (254).

У одвојеном окружењу би било најбоље користити адресе из само једне класе. На пример, заједничка међумрежа која се састоји од великог броја локалних рачунарских мрежа би требало да користи адресе из класе C. Ипак, формат адресе је такав да је могуће мешати све три класе адреса на истој међумрежи, што се ради на самом Интернету. Мешање класа је својствено за међумрежу која се састоји од неколико великих мрежа, пуно малих мрежа и средњег броја средњих мрежа.
 адресе се обично записују у, како се то каже, децималама одвојеним тачкама, где свака децимала означава сваки од октета 32-битне адресе. На пример, IP адреса 11000000 11100100 00010001 00111001 је написана као 192.228.17.57.
Приметите, да свака од адреса из класе A почиње са бинарно 0. Мрежне адресе са првим октетом 0 (бинарно 00000000) и 127 (бинарно 01111111) су резервисане, тако да постоји 126 потенцијалних мрежа из класе A, које имају прву децималу од 1 до 126. Мрежне адресе из класе  почињу са бинарно 10, стога је опсег адреса мреже у децималном облику од 128 до 191 (бинарно 10000000 до 10111111). Други октет је такође део адреса мрежа класе B, тако да постоји 2 на 14 = 16.384 мрежних адреса из класе B. Мрежне адресе из класе  почињу са бинарно 110, тако да за мрежне адресе из класе C опсег адреса у децималном облику иде од 192 до 223 (бинарно 11000000 до 11011111). Укупан број мрежних адреса из класе C је 2 на 21 = 2.097.052.

### Подмреже и маске подмрежа
Концепт подмреже је уведен због следећих захтева. Замислите једну велику мрежу која укључује један или више WAN-ова и велики број тачака, од којих се свака састоји од великог броја LAN-ова. Желели бисмо да дозволимо самовољну сложеност међуповезаних LAN структура унутар једне организације док изолујемо целокупан интернет против експлозивног раста мрежних бројева и комплексности рутирања. Један од начина да се превазиђе овај проблем је да се додели један број за све LAN-ове у једној тачки који би поједноставио адресирање и рутирање. Да би се дозволило рутерима у оквиру једне тачке да функционишу како треба, сваком LAN-у се додељује број подмреже. Део адресе резервисан за хостове бива подељен на број подмреже и број хостова да би се прилагодио овом новом начину адресирања.
Унутар подељене мреже, локални рутери морају рутовати по бази проширеног мрежног броја који се састоји од мрежног дела IP адресе и броја подмреже. Да би се одредила позиција битова у оваквом проширеном мрежном броју користи се маска подмреже. Коришћење маске подмреже помаже хосту да утврди да ли је одлазећи датаграм намењен хосту на истом LAN-у (шаље директно) или на другом LAN-у (шаље датаграм рутеру). Усвојено је да се неки други начини (нпр. мануелна конфигурација) користе да би се маска подмреже направила и да би била позната локалним рутерима. Слика 1.1 показује принцип прављења подмреже и маске подмреже. Ефекат маске подмреже јесте да обрише поделу између поља са хостовима која се односе на стварни хост на подмрежи. Оно што остаје су број мреже и број подмреже. Слика 1.2 показује пример коришћења подмрежавања. Слика приказује локални комплекс који се састоји од три LAN-а и два рутера. Остатак Интернета овај комплекс види само као мрежу класе B са мрежном адресом 140.25.x.x, где су лева два октета број мреже, а десна два број хоста. Рутер који дели мрежу на подмреже је конфигурисан маском подмреже која има вредност 255.255.255.0. На пример, ако датаграм са одредишном адресом 140.25.2.1 стигне у рутер Y са остатка Интернета, рутер користи маску подмреже да би утврдио да се ова адреса односи на подмрежу 1 и онда прослеђује датаграм том LAN-у где нови рутер мора да утврди ком хосту са тог LAN-а је намењен пакет. Када је утврдио коме је намењен пакет, рутер коначно прослеђује пакет хосту.
Пример коришћења подмреже - Слика 1.2

## Верзија 4 ИП адресе
је тренутни стандард за ИП адресирање на Интернету. Интернет Протокол верзија 4 (IPv4) дефинисана у RFC-у 791 Септембра 1981. Интернет протокол (IP) је део TCP/IP пакета и протокол је који се најшире користи.

### Адресирање
У овој верзији ИП адреса се састоји од 32 бита, односно 4 бајта, што чини теоретски 4.294.967.296 (преко 4 милијарде) јединствених адреса домаћинских интерфејса. У пракси, постоји недовољно слободних ИП адреса, тако да постоји притисак да се прошири распон адреса преко верзије 6 ИП адресе (видети доле).
 адресе су представљене са 4 октета (8 битова) растављених тачкама. Сервер са именом www.wikipedia.org тренутно има број 3482223596, који се записује као 207.142.131.236 због конверзије са базом 256: 3482223596=207×2563+142×2562+131×2561+236×2560. (Растављање имена "www.wikipedia.org" на своје повезане бројеве регулишу DNS сервери.)
Историјски гледано, IPv4 адресе су првобитно имале само два дела - адресу мреже и адресу самог уређаја у оквиру мреже. Каснија промена је додала и подмрежни део. Међутим, са напретком бескласног интернет-домен рутинга (CIDR), ово више не важи и адреса може да има било који број нивоа хијерархије.

### Додељивање
Стварно додељивање адресе није насумично. Организација, типично Интернет сервис провајдер, тражи додељивање нетблока (скупа повезаних ИП адреса) из регистра, као што је ARIN (American Registry for Internet Numbers). Број мреже сачињава распон адреса које организација може слободно да распоређује по жељи. Организација која је исцрпела значајан део свог места за распоређивање адреса може да затражи нови нетблок.
На пример, ARIN је распоредио адресе од 64.78.200.0 до 64.78.207.255 корпорацији Verado, Inc. Даље је Verado распоредио адресе од 64.78.205.0 до 64.78.205.15 огранку Bomis, који је даље тачну адресу 64.78.205.6 назвао www.wikipedia.com.

### Исцрпљивање
Нека места приватних ИП адреса су додељена преко RFC 1918. То значи да су адресе доступне за било коју употребу од стране било кога и стога исте RFC 1918 ИП адресе могу да се поново користе. Међутим, оне не могу да учествују у интернет саобраћају (као полазна, ни као одредишна адреса), па се широко користе због недостатка адреса које могу да се региструју. Превођење мрежних адреса (Network address translation, скраћено NAT) треба да повеже те мреже на интернет.
Док се пуно мера почело предузимати како би се сачувао број ограниченог постојећег простора за IPv4 адресе (као на пример коришћењем NAT-а или приватних ИП адреса), број 32-битних ИП адреса није довољан због пораст интернета. Због овога, постоји генерални консензус да ће се интернет 128-битна IPv6 шема за адресирање усвојити кроз наредних 5 до 15 година.

## Верзија 6 ИП адресе
У IPv6, нови (али не још широко коришћен) стандардни интернет протокол, где су адресе 128 бита широке, што би, чак и са великим доделама нетблокова, требало да задовољи блиску будућност. Теоретски, постојало би тачно 2128, или 3.403×1038 уникатних адреса домаћинских интерфејса. Када би земља била сачињена комплетно од зрна песка од 1cm³, онда би могла да се додели јединствена адреса сваком зрну у 300 милиона планета величине земље. Овај велики простор за адресе ће бити ретко попуњен, што омогућава да се поново кодира више информација за рутовање у саме адресе.
Адреса верзије 6 се пише као осам четвороцифрених хексадецималних бројева (8 пута по 16 битова) одвојених двотачкама. Један низ нула по адреси може да се изостави, па је 1080::800:0:417A исто што и 1080:0:0:0:0:800:0:417A.
Глобалне адресе које се шаљу ка једном одредишту се састоје из два дела: 64-битни део за рутирање и 64-битни идентификатор домаћина.
Нетблокови се одређују као модерне алтернативе IPv4: број мреже, кога прати коса црта и број значајних битова (у децималном запису). Пример: 12AB::CD30:0:0:0:0/60 укључује све адресе које почињу са 12AB00000000CD3.